# Netelia macra
Netelia macra là một loài tò vò trong họ Ichneumonidae.